# Słojec
Słojec, Góra na Słojcu – grodzisko o kolistym zarysie, oddalone 2 km na wschód od Latowicza, położone w pobliżu wsi Strachomin, w gminie Latowicz, powiecie mińskim, województwie mazowieckim. 
Przedchrześcijańskie „święte miejsce” Słowian. 
Według przekazów legendarnych, w średniowieczu było to miejsce zesłania skazańców, gdzie wykonywano karę śmierci.